# Accident Is the Best Policy
Accident Is the Best Policy è un cortometraggio muto del 1916. Il nome del regista non viene riportato nei credit del film, prodotto dalla Vitagrah.

## Produzione
Il film fu prodotto dalla Vitagraph Company of America.

## Distribuzione
Distribuito dalla General Film Company, il film - un cortometraggio in una bobina - uscì nelle sale cinematografiche statunitensi l'11 dicembre 1916.